# Corpo topológico
Em matemática, um corpo (K, +, *) com uma topologia {\displaystyle \tau \,} é um corpo topológico quando:
- A soma, {\displaystyle +:K\times K\to K\,}, é uma função contínua na topologia produto.
- O produto, {\displaystyle *:K\times K\to K\,}, é uma função contínua na topologia produto.
- A inversão, {\displaystyle f:K^{\star }\to K\,}, definida por {\displaystyle f(x)=x^{-1}\,}, é uma função contínua.